# Bradleystrandesia passaica
Bradleystrandesia passaica är en kräftdjursart som först beskrevs av Sharpe 1903.  Bradleystrandesia passaica ingår i släktet Bradleystrandesia och familjen Cyprididae. Inga underarter finns listade.